# Palaeanodonta
A Palaeanodonta az emlősök (Mammalia) osztályának Laurasiatheria öregrendjébe, ezen belül a tobzoskák (Pholidota) rendjébe tartozó alrend.

## Tudnivalók
Eme tobzoska alrend tagjai a kora paleocén és a kora oligocén korszakok között éltek, azaz 63,3–30,9 millió évvel ezelőtt. Az állatcsoportnak nincsen mai leszármazottjuk. Egykoron Észak-Amerika, Európa és Ázsia keleti felét népesítették be. Testfelépítésükről és fogazatukról ítélve, a kutatók szerint ezek az állatok üreglakó rovarevők voltak.

## Rendszerezés
Az alrendbe az alábbi 4 család és 14-19 nem tartozik:
- †Epoicotheriidae Simpson, 1927
  - †Alocodontulum Rose, Bown & Simons, 1978
  - †Auroratherium Tong & Wamg, 1997
  - †Dipassalus Rose, Krishtalka & Stucky, 1991
  - †Epoicotherium Simpson, 1927
  - †Pentapassalus Gazin, 1952 - meglehet, hogy azonos a Tubulodonnal
  - †Tetrapassalus Simpson, 1959a
  - †Tubulodon Jepsen, 1932 - meglehet, hogy azonos a Pentapassalusszal
  - †Xenocranium Colbert, 1942
- †Ernanodontidae
  - †Ernanodon Ting, 1979[9]
- †Escavadodontidae Rose & Lucas, 2000
  - †Escavadodon Rose & Lucas, 2000
- †Metacheiromyidae Wortman, 1903
  - †Brachianodon Gunnell & Gingerich, 1993
  - †Metacheiromys Wortman, 1903
  - †Mylanodon Secord et al., 2002
  - †Palaeanodon Matthew, 1918
  - †Propalaeanodon Rose, 1979

- Bizonytalan helyzetű nemek, vagyis még nincsenek családokba helyezve:
  - †Amelotabes Rose, 1978
  - †Arcticanodon Rose, Eberle & McKenna, 2004
  - †Melaniella Fox, 1984
  - †Molaetherium Heissig, 1982

## Fordítás
- Ez a szócikk részben vagy egészben  a   Pangolin#Taxonomy című angol Wikipédia-szócikk ezen változatának fordításán alapul.  Az eredeti cikk szerkesztőit annak laptörténete sorolja fel. Ez a jelzés csupán a megfogalmazás eredetét és a szerzői jogokat jelzi, nem szolgál a cikkben szereplő információk forrásmegjelöléseként.
- Ez a szócikk részben vagy egészben  a   Palaeanodonta című angol Wikipédia-szócikk ezen változatának fordításán alapul.  Az eredeti cikk szerkesztőit annak laptörténete sorolja fel. Ez a jelzés csupán a megfogalmazás eredetét és a szerzői jogokat jelzi, nem szolgál a cikkben szereplő információk forrásmegjelöléseként.